# José Abad (escultor)
Juan José González Hernández-Abad (San Cristóbal de La Laguna, 24 de septiembre de 1942-Santa Cruz de Tenerife, 6 de febrero de 2025), conocido como José Abad, fue un escultor contemporáneo en cuya obra destaca el uso del hierro.

## Reseña biográfica

### Primeros años
José Abad nace el 24 de septiembre de 1942 en la calle Los Álamos, luego renombrada calle Tabares de Cala, en San Cristóbal de La Laguna. Se forma en el Colegio Nava de los Hermanos de La Salle de la misma ciudad hasta alcanzar los doce años. Continúa después en el Instituto de Enseñanza Media Cabrera Pinto, donde completa el Bachillerato Superior. Durante esos años comienza a dibujar alentado por un primo de su padre, el acuarelista Antonio González Suárez.
En 1960 se matricula en la Facultad de Derecho de la Universidad de La Laguna. Por esa época frecuenta el Seminario de Historia del Arte de la Facultad de Filosofía y Letras. Sin embargo, sufre una intoxicación por exposición a la pintura que le obliga a retirarse por un tiempo en Punta del Hidalgo, recuperándose con baños en el mar. Allí realiza las primeras intervenciones escultóricas en piedras encontradas por la zona. Al año siguiente expone en la II Exposición Regional de Bellas Artes de Santa Cruz de Tenerife con la obra Mujer, realizada en madera dorada; consigue venderla al médico y escritor Carlos Pinto Grote. En 1962 expone en el Museo Municipal de Bellas Artes de Santa Cruz de Tenerife junto a José Luis Fajardo, presentando Ocho esculturas de la serie Tauromaquia, conjunto de piezas abstractas en hierro de formas animales. En la III Exposición Regional gana el Premio de Escultura con Exiliados, obra en madera desaparecida posteriormente. Además gana el Premio Santo Tomás de Aquino de la Universidad de Córdoba en Escultura y Teatro con El anillo, obra de un solo acto para un actor y coro. También ese mismo año participa en la II Feria de Navidad del Círculo de Bellas Artes de esa ciudad junto a Enrique Lite y Pedro González. Sin embargo, se retiran por discrepancias con la organización del evento. Este hecho contribuiría a la fundación del Grupo Nuestro Arte, un heterogéneo conjunto de artistas cuya primera exposición se realiza en 1963 en el Museo de Bellas Artes, al que quedarían vinculados.

### Italia y Madrid
Gracias al dinero del premio de la III Exposición Regional, realiza un curso en la Accademia di belle arti "Pietro Vannucci" (Perugia) durante el verano de 1962. En Italia tiene la oportunidad de conocer la escultura etrusca, por la que siente especial admiración, y visitar la Bienal de Venecia, en la cual Alberto Giacometti recibe el Gran Premio. Al año siguiente compra una pieza de escultura africana, que constituye la primera de su luego vasta colección.

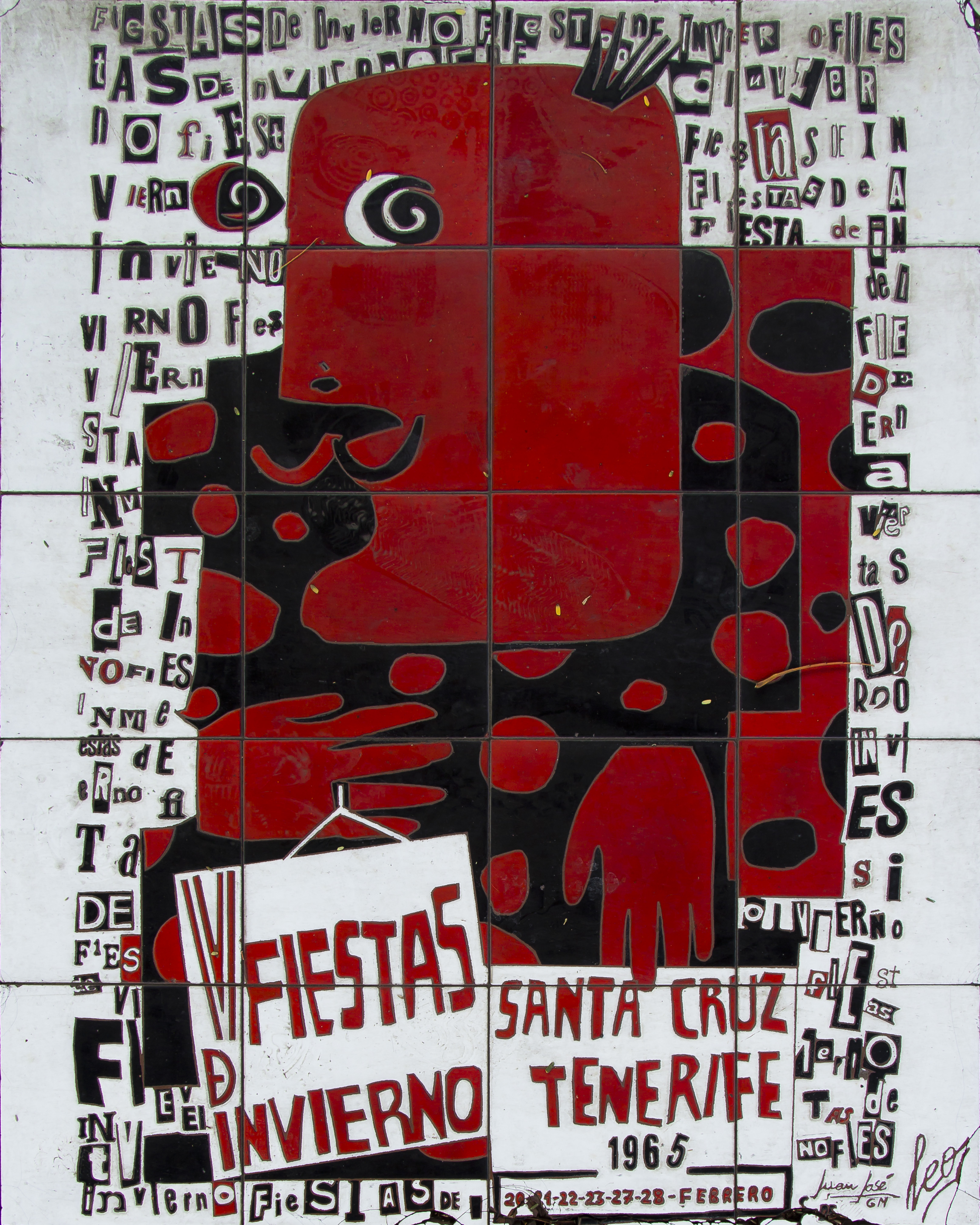
Cartel para V Fiestas de Invierno de Santa Cruz de Tenerife. En la imagen, reproducción en mosaico.

Durante la representación en 1964 de la obra de Fernando Arrabal Triciclo en el Paraninfo de la Universidad de La Laguna, realiza junto a José Luis Fajardo una exposición en el mismo edificio llamada Triciclo 64. Ese año realiza catorce linograbados para un libro realizado por varios escritores canarios. Dichos grabados son expuestos en el Ateneo de La Laguna. Con el dinero recaudado realiza otro viaje formativo a Perugia, visitando la XXXII Bienal de Venecia en la que Robert Rauschenberg recibe el Gran Premio. Viaja después a Madrid. En esta ciudad comienza a trabajar en el taller de Martín Chirino; gracias a ello conoce a Manolo Millares, Pablo Serrano, Juana Francés, Alberto Portera, Antonio Fernández Alba o José María Moreno Galván. En el Museo Municipal de Bellas Artes de Santa Cruz de Tenerife realiza junto a Fajardo la exposición Armas para la paz, presentada por Eduardo Westerdahl. La exhibición surge como protesta a la invasión de Estados Unidos en la isla de Santo Domingo durante la Guerra Civil Dominicana. Presenta un cartel para las V Fiestas de Invierno de Santa Cruz elaborado a base de collages con el que gana el concurso. Según el propio Abad, participa en el concurso por necesidad económica, tras una juerga con un grupo de amigos en el que gastan el dinero del poeta Alberto Pizarro destinado a gastos universitarios.
En 1965 gana de nuevo el Premio de Escultura en la VI Exposición Regional de Bellas Artes de Santa Cruz de Tenerife, en esa ocasión con la pieza Mujer. Homenaje a Germaine Richier, en referencia a la escultora francesa. Esta obra, modelada directamente en cemento, fue realizada en los talleres que ocupaban la Casa Lercaro, posteriormente transformada en el Museo de Historia de Tenerife. Al año siguiente recibe el Premio Extraordinario del Cabildo Insular de Tenerife por la obra Venus Krupp. Esta institución le concede una beca para seguir un curso de "Cerámica y color aplicado a la escultura", una vez más en Perugia.
En 1967 comienza a realizar el servicio militar, primero en el Cuartel de Hoya Fría, en Santa Cruz, y luego destinado en el Cuartel de Artillería de la Plaza del Cristo de La Laguna. En febrero de 1968, estando aún en el cuartel, fallece su padre. Ese año gana por tercera vez el Premio de Escultura en la IX Exposición Regional con la obra Reja para arar sueños. Además recibe el encargo de realizar un Cristo crucificado, reclinatorios, pilas y candelabros para una iglesia en Cruz del Señor, Santa Cruz de Tenerife. Ejecuta el Cristo, de cuatro metros, con chatarra de hierro pintada de rojo. En 1969 realiza la fachada y un monolito del Templo Ecuménico de El Salvador, en Playa del Inglés, Gran Canaria.

### Millares y Viseux
En Madrid, expone su obra en la casa de Manolo Millares y Elvireta Escobio. Juana Mordó le ofrece exponer en su galería, propuesta que él rechaza para mostrar su obra en la Galería Skira junto a José Luis Fajardo. En 1970 participa en varias exhibiciones: la III Exposición Internacional del Pequeño Bronce, (Madrid); y la V Exposición y Feria Internacional de Arte en Metal, (Valencia). El Museo de Bellas Artes de Bilbao adquiere la obra San Tacoronto, en hierro galvanizado y patinado; a esta compra añade como donación Últimos hombres, en hierro pintado.
En 1972 participa en una exposición en homenaje a Josep Lluís Sert en la sede en Tenerife del Colegio Oficial de Arquitectos de Canarias. La Galería Ramón Durán de Madrid exhibe una serie de obras en cobre. Durante ese año comienza a experimentar con la escultura en gomaespuma. Tras la muerte de Manolo Millares, desarrolla en 1973 la exposición "Homenaje a Manolo Millares" en la Galería Juana Mordó de Madrid. Interviene además en la Exposición Miró'80 y lleva a cabo una muestra en la Sala Pelaires de Palma de Mallorca, cuyo catálogo contiene un texto de José Corredor Matheos.
También en 1973 participa en la I Exposición Internacional de Escultura en la Calle con una obra realizada en duraluminio y restos de un avión siniestrado pintados de rojo. En este evento conoce al escultor francés Claude Viseux, con el que hace amistad. Así, al año siguiente se traslada con él a su taller en Arcueil, donde practica una serie de piezas realizadas con ollas a presión de acero inoxidable comprimidas. Una de estas piezas, La Hornaca, es presentada en el Salón de Mayo de París. Otra, Prisión número tres, es expuesta en el Salón Internacional de Arte de Tolón, por la que gana el Premio de la Federation du Patronage. Además, expone en la Galería Conca de La Laguna y en la Sixty One (Tempra) Gallery Limited, en Londres. En 1975 presenta en el Colegio de Arquitectos de Canarias en Tenerife un conjunto collages y, por primera vez, esculturas en madera pintada en negro. Dichas piezas serían la base para la serie Homenaje al Barroco.

### Matrimonio yHomenaje al Barroco
Tras la muerte del escultor Eduardo Gregorio, al que le une una relación de amistad, lleva a cabo una exposición en su homenaje en 1975. Ésta se organiza en la Casa de Colón de Las Palmas de Gran Canaria. María Reyes Reyna Artiles, una amiga de la universidad, asistía a una conferencia de Caballero Bonald que finalmente es prohibida por la policía. Sin embargo, visita la exposición, reencontrándose en ella con José Abad. El 25 de septiembre de 1975 contraen matrimonio. Organizan un viaje de luna de miel a La Habana donde, gracias a la intervención de Antonio Saura, Abad pretende organizar una exposición y Mª Reyes dar clases en un instituto. Sin embargo, el viaje es planeado pasando por México; durante esa época estaba prohibida la entrada de españoles a dicho país, lo cual les obliga a suspender el proyecto.
Participa en una exposición colectiva en la Casa de Colón denominada "Arte en Canarias" en 1977, año en el que edita junto a su esposa Apuntes de Historia, siete láminas de dibujo y collage con poemas de Alberto Pizarro. Esta obra gráfica es presentada en la Galería Conca de La Laguna y en la Galería Balos de Las Palmas. Durante ese año presenta por vez primera las obras de la serie Homenaje al Barroco, primero en la Galleria del Naviglio de Milán y luego en el Palacio de Cristal de los Jardines del Retiro de Madrid.

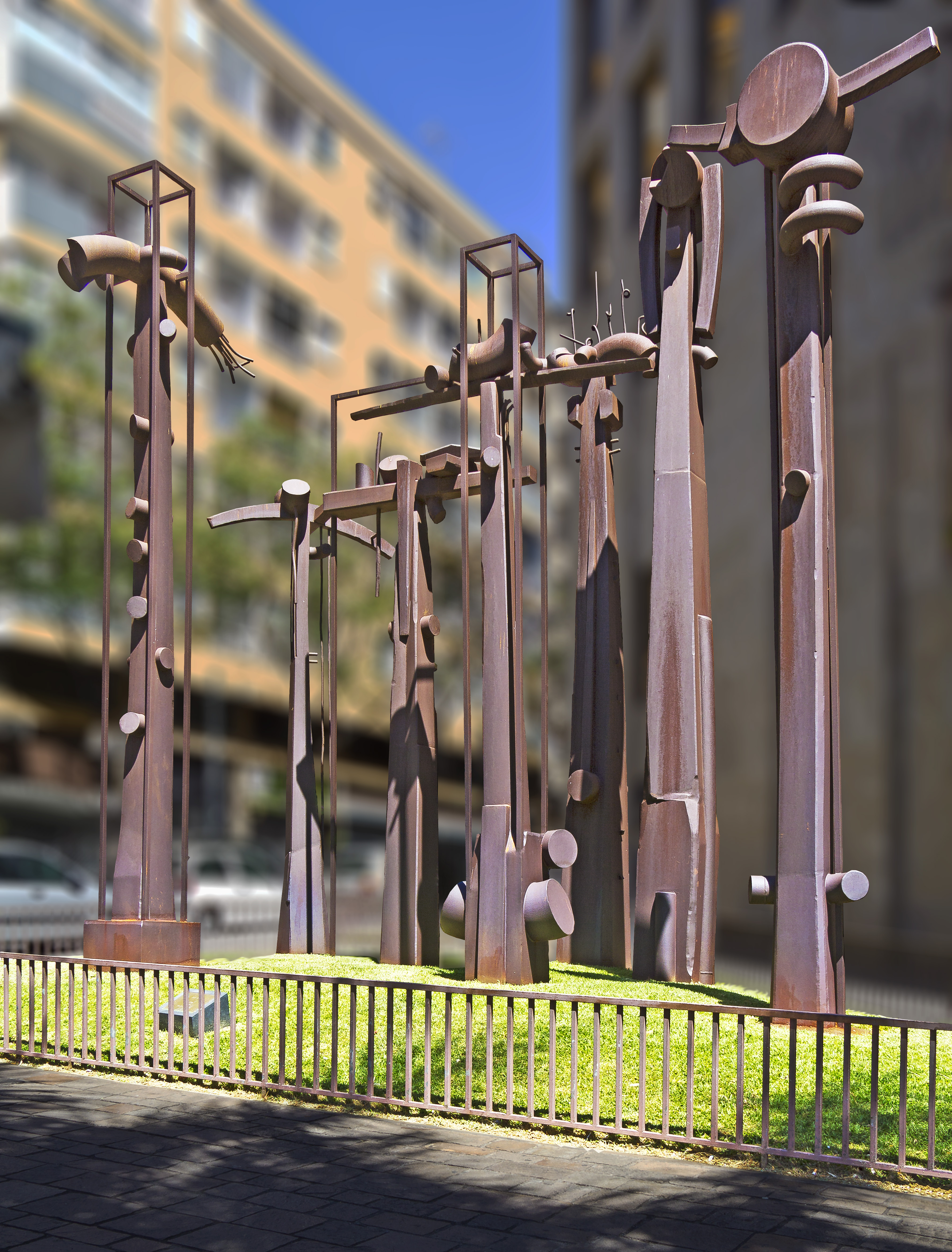
Siete islas, en el exterior de la sede de Cajacanarias.

En 1979 nace su hija María del Mar. Ese año se inaugura el Retablo de Adeje en el Aeropuerto Reina Sofía de Tenerife, un mural escultórico de dieciocho metros de largo elaborado en madera pintada de negro y espejos. Obtiene la Segunda Mención en el XVIII Exposición Internacional de Dibujo Joan Miró con Apuntes para un retrato, grafito sobre papel. Además, participa en la Bienal de Valparaíso ese año con la pieza Retablo de Guamasa, cuatro elementos de madera pintada que ganan la Mención de Escultura. Ya en Tenerife, expone en la Galería Rodin 365 días, una serie de dibujos en tinta y collage para cada día del año. La exposición es presentada por Javier Lomana y Kevin Power, y poco después forma parte del Pabellón Oficial de España en la Bienal de Alejandría, en esta ocasión montados sobre doce paneles de cartón a modo de calendario. A su regreso, la Galería Leyendeker de Santa Cruz organiza una exposición suya, Esculturas de la serie Homenaje al Barroco, y el Colegio de Arquitectos Joyas: esculturas mínimas.
La Galleria del Naviglio de Milán le requiere en 1980 para exponer sus obras barrocas en el Foire Internationale d'Art Contemporain (FIAC) de París. Vuelve a trabajar con esta galería presentando el Retablo de Tuineje en la feria ARCO de Madrid de 1982. Ese año realiza tres piezas de mobiliario escultórico: para el I Premio Cáceres de Escultura, celebrado en la Casa de los Caballos, La mesa de la Casa Quemada y La silla de la Pochola Pila; para la VIII Bienal Internacional del Deporte en las Bellas Artes de Madrid, Mesa con proyectos de trofeos, que obtiene el Primer Premio de Escultura. Elabora varias piezas expresamente para una sala propia en el Pabellón Oficial de España en la XI Bienal de Venecia, comisariado por Luis González Robles. Una de las obras expuestas pasa a formar parte de la puerta de entrada de la Galleria Naviglio-Venezia. Asimismo, se publica la monografía Fragmentos y reflexiones sobre la obra de José Abad, de Kevin Power, presentada en Tenerife por Francisco Calvo Serraller.
Las esculturas del Homenaje al Barroco se exhiben durante 1983 en el Hospital de la Santa Cruz de Barcelona, en la ´Galería Juana Mordó de Madrid, y al año siguiente en la Casa de Colón de Las Palmas de Gran Canaria. Concurre con la Galleria Gibralfaro de Verona en la Feria de Bolonia del 83. La Galería Yerba de Madrid organiza una exposición de su obra en 1985 y, un año más tarde, le invita a participar con la misma en la Feria ARCO' 86. La Jerusalem Artists House de Jerusalén lleva a cabo en 1987 la muestra Luces en la escena canaria, en la que toma parte. Ese año se inaugura la sede de Cajacanarias, que invita a varios artistas a realizar obras para decorar el edificio. Abad realiza Siete Islas, un conjunto de siete columnas de hierro con diversos diseños. Martín Chirino participa también con Gran Cabeza Africana.

### Obra pública
A partir de finales de los años 80 José Abad empieza a realizar un gran número de obras monumentales en espacios públicos. En 1987 elabora Los juguetes de Erjos para la playa de Las Cucharas, Costa Teguise, Lanzarote, formada por tres elementos que alcanzan casi los quince metros en su punto más alto. En la misma isla instala Camino de la Geria en el Hotel Los Fariones de Puerto del Carmen, una enorme escultura en hierro que alcanza los veinticuatro metros. Para el Hotel Green Beach de Mogán, (Gran Canaria), crea al año siguiente Cerca de Mogán, en madera de riga y de siete metros de altura. Interviene en el Art Basel'88 con la Galería Tendenz, Sindelfingen y en ARCO'88 con la Galleria del Naviglio. Es invitado a la II Bienal Internacional de Escultura Contemporánea de Obidos, donde presenta El yunque de Onatas y Demeter.

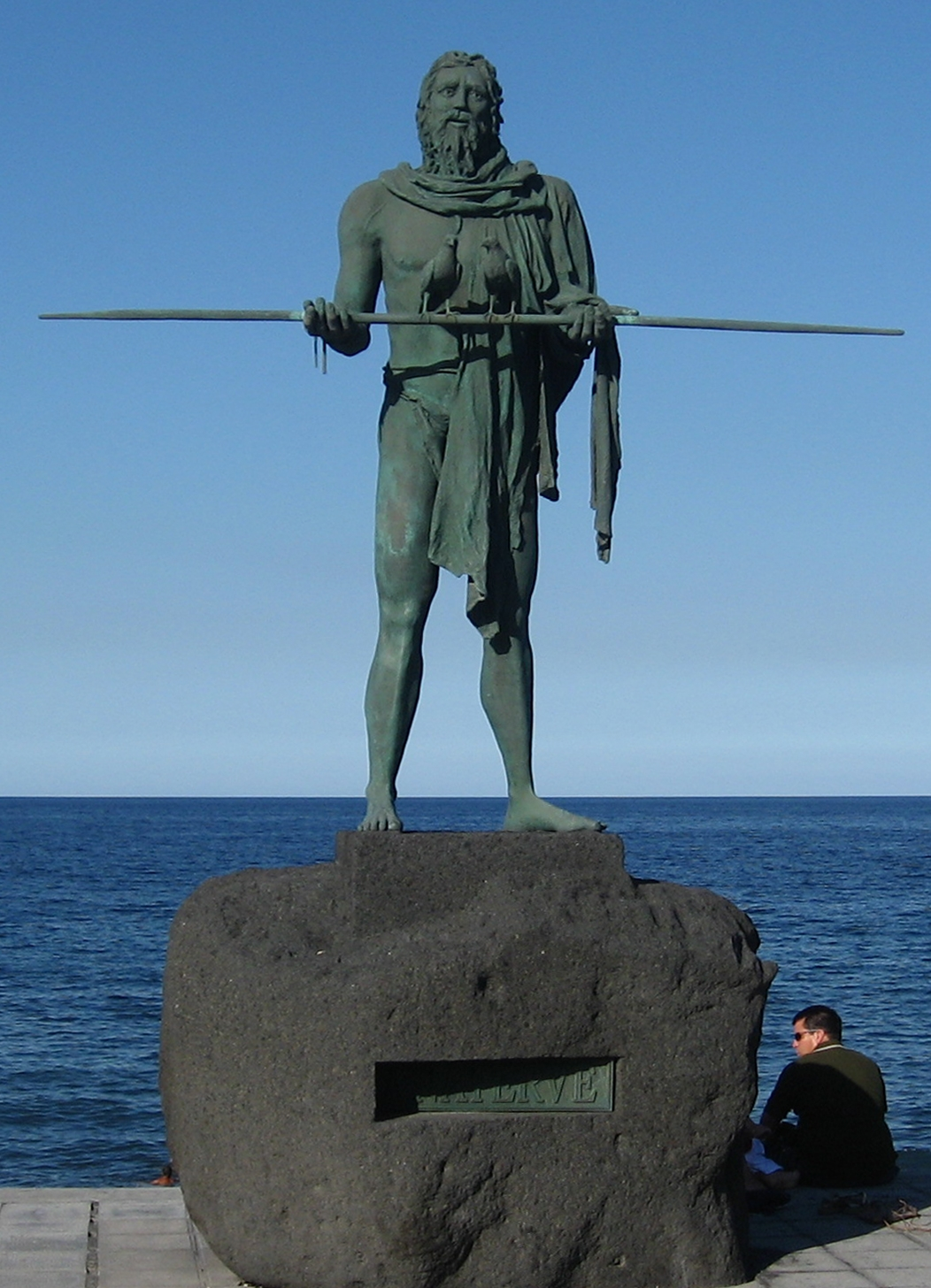
Añaterve, una de las nueve esculturas de menceyes junto a la Basílica de Candelaria.

En 1990 forma parte de la Intergrafik'90 celebrada en Berlín y expone en el Centre d'Art de Mont de Marsan. En el muelle de atraque y el espigón de abrigo de la Caleta del Sebo, en la Isla de La Graciosa, instala un gran conjunto escultórico en acero corten, los Faros de la Graciosa. Poco después realiza otra pieza en la isla, Parte de una historia, forjada con la quilla de un velero encallado en el lugar y cuyos tripulantes motivaron la novela de Ignacio Aldecoa del mismo título. Para el Parlamento de Canarias diseña dos murales en acero corten y piedras traídas de cada isla del archipiélago, conjunto llamado Las siete islas. Vuelve a participar en ARCO junto a la galería alemana Tendenz en 1992. Para celebrar su cincuenta cumpleaños realiza una serie de esculturas que expone bajo el título "Cosas de José Abad" en el Centro de Arte la Recova de Santa Cruz, en el Auditorio de Santo Domingo de Garachico y en el Centro de Arte La Regenta de Las Palmas.
El Centro Cultural del Banco Interamericano de Desarrollo, con sede en Washington D. C., organiza en 1993 la muestra Desde el volcán: Artistas canarios del siglo XX, expuesta también en el Spanish Institute de Nueva York y en el Museo de Arte Contemporáneo de Caracas, con varias obras de Abad. Uno de los encargos con más calado en el imaginario popular de Canarias se produce con la realización de nueve estatuas figurativas en bronce: los Menceyes Guanches para la Plaza de la Patrona de Canarias, junto a la Basílica de Candelaria. Colaboran en el proyecto su hermana la pintora Consuelo González, que ayuda en el modelado en barro, la pintora Silvia Ramos con los moldes de yeso y su sobrino Pedro Rivero González en el taller de forja. El conjunto es inaugurado el 15 de agosto de 1993. En 1995 se le encarga una escultura para la plaza frente a la Presidencia del Gobierno de Canarias en Las Palmas de Gran Canaria; la obra, sin embargo, no es instalada.
Con la inauguración del Hotel-Escuela de Santa Cruz de Tenerife en 1997 se le encarga una pieza, Homenaje al vino, en madera teñida. Forma parte en 1998 de la muestra Forjar el espacio: la escultura forjada en el siglo XX, presentada primero en el Centro Atlántico de Arte Moderno de Las Palmas de Gran Canaria, luego en el Instituto Valenciano de Arte Moderno y en el Musée de Beaux Arts et de la Dentelle de Calais. Con el mismo equipo con el que realizó los Menceyes Guanches ejecuta en plastina una estatua del Mencey Bencomo, pasada a bronce por el taller de fundición Esculturas Bronzo. La obra, de seis metros de altura, conmemora los quinientos años de la fundación de San Cristóbal de La Laguna y está situada donde se libró la Batalla de Aguere. En Arrecife eleva un grupo escultórico en acero corten denominado Homenaje a la Vela Latina; de quince metros de altura y situado en un espacio de cincuenta metros de radio, se inaugura en 1999. En el 2000 Centro Conde Duque de Madrid realiza una amplia exposición con sus obras denominada Al Oeste de África. También en la Comunidad de Madrid, erige en el Campus de Colmenarejo de la Universidad Carlos III el Homenaje a la Institución Libre de Enseñanza, un conjunto de cuatro arcos que rodean cuatro monolitos entrelazados sujetando una veleta, en alusión a la histórica institución educativa.

### Reconocimientos y retrospectivas
José Abad es nombrado Académico Correspondiente en Tenerife de la Real Academia de Bellas Artes de San Fernando el 1 de julio de 2001, a propuesta de los académicos Antonio Fernández Alba, José Luis Sánchez Fernández y José Hernández Muñoz. Por esa época realiza un viaje a Jordania y visita el asentamiento arqueológico de Petra, hecho que da pie a una abundante serie de esculturas y dibujos. Para la Playa de los Pocillos, en Lanzarote, confecciona una Escultura Luminaria compuesta por doce elementos de diversas formas y tamaños, alcanzando los treinta y tres metros de altura. El conjunto, en acero galvanizado, se eleva sobre una plaza con pavimento diseñado por el pintor Ildefonso Aguilar. En La Laguna lleva a cabo el Monumento al Campesino, en acero corten; y en Santiago del Teide el Guanche Don Alonso Díaz, con el mismo equipo que anteriores estatuas de guanches.

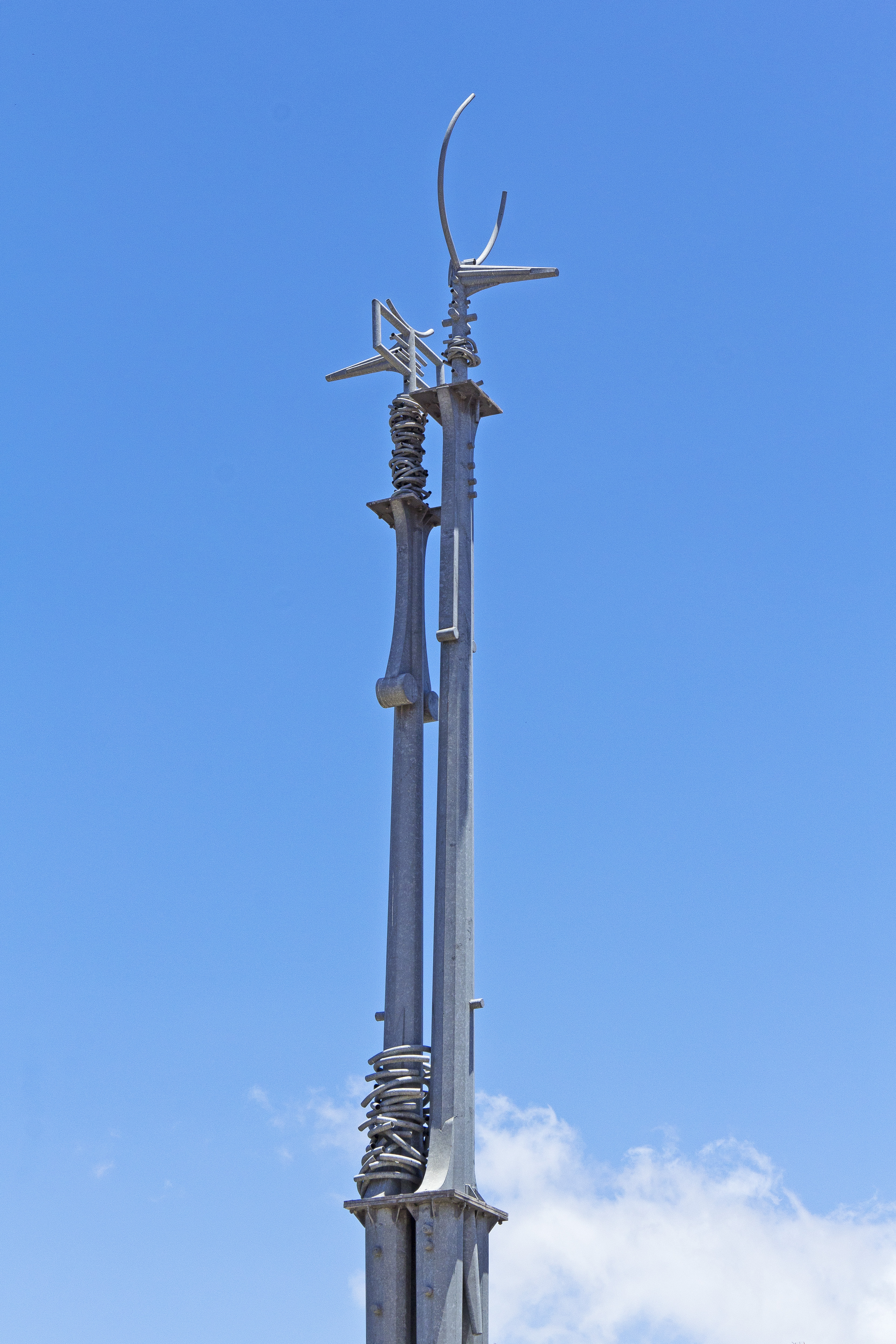
Pareja esperando a Óscar, en Santa Cruz de Tenerife.

En la sala de exposiciones del IES Canarias Cabrera Pinto, donde estudió el escultor, se desarrolla la exposición Armas para la paz II entre mayo y junio de 2004, en correlación a la exposición de 1965. Al mismo tiempo se exponen en las calles del casco histórico de San Cristóbal de la Laguna varias obras en hierro de medio y gran formato. Parte de la exposición se muestra en el Centro de Arte La Regenta de Las Palmas de Gran Canaria. En la organización del evento participa, además del Ayuntamiento de La Laguna y del Gobierno de Canarias, el Ayuntamiento de Cádiz y la Universidad de Cádiz. Por consiguiente, la muestra viaja a esta ciudad, exhibiéndose en el Aulario La Bomba de la Universidad, el Baluarte de la Candelaria, la Galería Benot y las calles de Cádiz. La gran escultura Animal protector indeterminado es adquirida por el ayuntamiento. El coordinador general de la muestra es Gerásimo Arjona Bautista, representante del Ateneo de Málaga, cuyas gestiones con el escultor e instituciones implicadas posibilitan que Armas para la paz II viaje también a Málaga. Allí se exponen en el Palacio Episcopal, el Ateneo y diversas calles y plazas del casco histórico. En 2006 la Galería de Arte Pilares de Cuenca organiza también una exposición titulada Armas para la paz.
La ciudad de Santa Cruz de Tenerife realiza obras entre 2005 y 2010 para construir una vía a lo largo de los laterales del Barranco de Santos. José Abad es elegido junto a Paco Palomino y José Zárate para decorar con esculturas la urbanización del entorno. Para ello realiza en 2007 Pareja esperando a Óscar, una alargada columna de treinta y cuatro metros de altura formada por múltiples piezas prefabricadas de acero galvanizado, y que hace referencia al pintor surrealista Óscar Domínguez. En una rotonda de acceso a la ciudad de Cuenca instala el Homenaje a los agricultores, coronada con un arado romano que actúa de veleta.
En 2008 realiza la exposición José Abad, du timbre a la sculpture en el Musée de la Poste de París. Dicha institución adquiere una colección de nueve dibujos-collage de la serie Sobres con sellos de Picasso y una planilla de Sellos modificados. El Musée Pierre André Benoit, en Alès, inaugura al año siguiente la muestra José Abad, le fer et le papier, y adquiere una Menina.
José Abad ingresa como Académico Numerario en la Real Academia Canaria de Bellas Artes de San Miguel Arcángel el 15 de junio de 2009, a propuesta de María del Carmen Fraga González y María Belén Morales de Castro, de la Sección de Escultura, y de Fernando Castro Borrego, de la Sección de Pintura. Al entrar en dicha sociedad dona la pieza Portuario I a la colección de la Academia. El 30 de septiembre de 2009, no obstante, renuncia a su puesto en la corporación por motivos personales y profesionales que le impiden implicarse activamente en la misma.
Entre el 17 de octubre de 2011 y el 28 de enero de 2012 se lleva a cabo una amplia retrospectiva del trabajo de Abad. Organizada por la Obra Social y Cultural de Cajacanarias, la muestra Eros, forma y azar repasa a través de algo más de cuatrocientas piezas las distintas fases del autor. Durante la exposición, el Museo de Bellas Artes de Santa Cruz de Tenerife acoge las primeras obras del escultor hasta los años 70, el Espacio Cultural de Cajacanarias el grueso de la muestra agrupada en once temas (Los inicios, Homenaje al Barroco, Casas y cosas, Animalia, Al Oeste de África, Los sonidos del taller, Eros, Tánatos, Retratos y hablemos, Alhajas y aderezos, Taller hoy y palabra escrita) y en la Sala Juan Cas de San Cristóbal de La Laguna se sitúan las creaciones más recientes. En los espacios públicos cercanos a los edificios expositivos son colocadas diversas piezas de gran formato.

## El artista

### Evolución del estilo escultórico
Las primeras esculturas de José Abad son de carácter expresionista, como la Cabeza realizada alrededor de 1958 en madera de eucalipto rojo, el Personaje de 1964 en cerámica o la Mujer. Homenaje a Germaine Richier (1965). Esta última muestra una clara semejanza con la obra de Alberto Giacometti, que conoce en su visita a la Bienal de Venecia de 1962, así como con la de la propia Richier. La abstracción en esta etapa tiene como principal referencia a Julio González, algo visible en sus Tauromaquias o la Pareja realizada en 1966.
Para Álvaro Marcos Arvelo, la visita a la Bienal de Venecia de 1964, en la que Robert Rauschenberg gana el Gran Premio, le pone en contacto con el arte encontrado. Las piezas de la serie Armas para la paz se basan en el ensamblaje y forjado de chatarra industrial, algunas pintadas de blanco, negro o rojo. El uso de estos restos se convertiría en una constante a lo largo de su trayectoria, muchos de ellos adquiridos en los almacenes de estibadores del Puerto de Santa Cruz de Tenerife. De esos años son también las Reja para arar sueños, Reja para arar deseos o la fachada del Templo Ecuménico de El Salvador (Playa del Inglés), formadas a partir de tubos de metal cortados.
A finales de los 60 y principio de los 70 la influencia de Martín Chirino, para el que trabaja, es patente en buena parte de su obra. Así queda reflejado en los cortes y curvas de piezas como Arona, Arure, En la estantería, La pieza del dormitorio, Láminas forjadas o La bañera de Elisa. El Veril, pieza de hierro lacado, guarda una especial semejanza con la serie Mediterráneas de Chirino. Al mismo tiempo surgen las primeras jaulas abiertas, próximas a las 'cages' de Giacometti, y que constituyen otra de las señas de identidad a lo largo de su obra. Ejemplo de ello son Erectus, Jaula enjaulada, Jaula péndulo, Jaula blanca y diversas Jaula con cadenas. De finales de los años 70 es la serie Homenaje a Manolo Millares, que explora el universo creativo de ese pintor con piezas pintadas de blanco con detalles en rojo o negro.
La serie Homenaje al Barroco supone uno de los giros más importantes en su creación. Realizada entre finales de los 70 y principios de los 80, está realizada fundamentalmente en madera pintada, sobre todo de negro. A menudo se incorporan espejos y otros elementos. La serie incluye muebles escultóricos (Mesa de la casa quemada, Silla de la Pochola Pila, Banco para un suplicio, Mesa barroca, Perchero), relicarios (Pez relicario, Relicario del pescado, Ocho cajas relicario con cabeza), retablos (Retablo de San Blas, Retablo de Guamasa, Retablo barroco con espejo, Retablo de Tuineje, Retablo de Adeje), columnas (Columnas de Vilaflor, Columna barroca y marco, El pato Pito) y otros elementos como varios Homenaje a De Chirico, Entierro de un pincel, Tótem, Gatos enfrentados, Culebra o Tríptico.

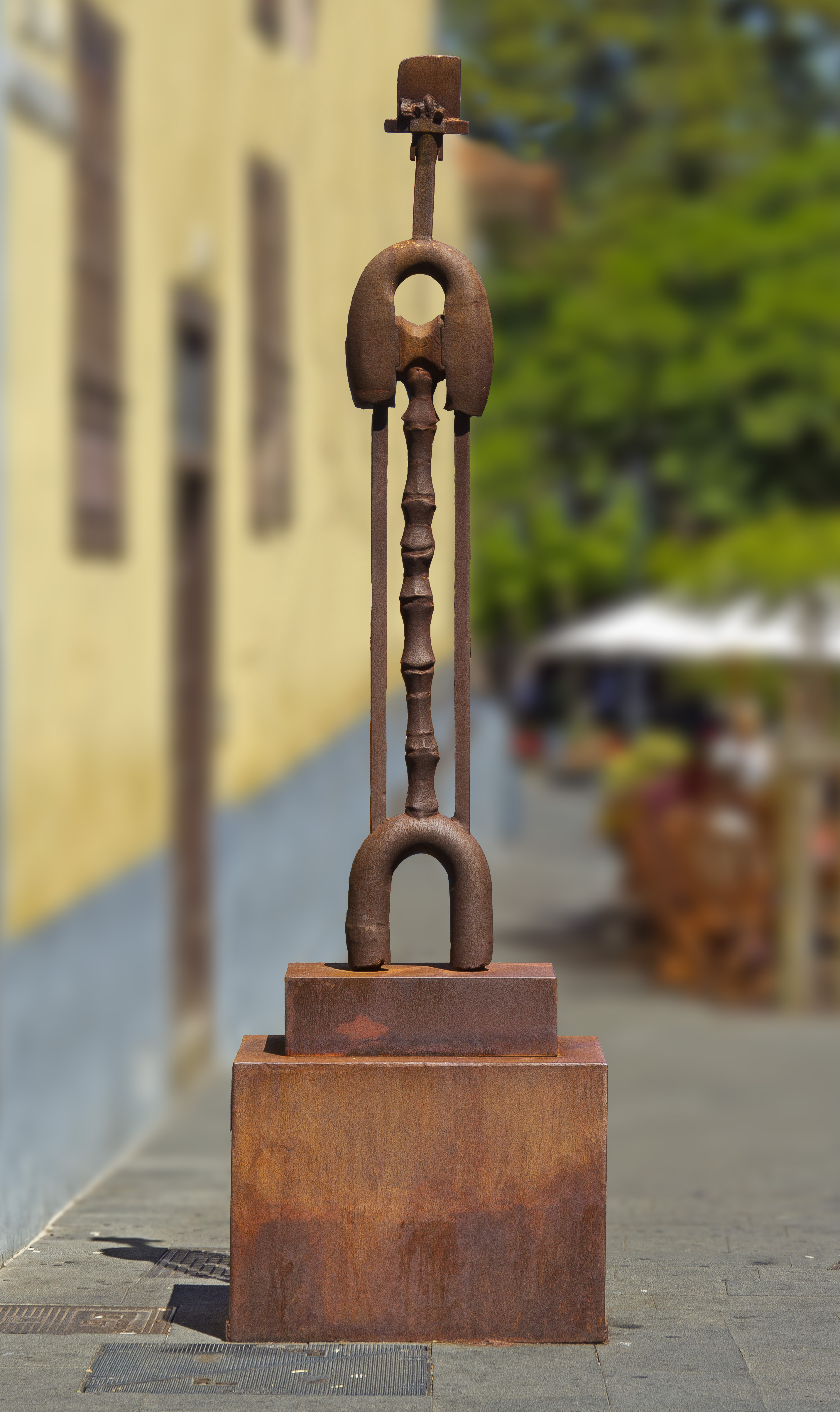
Los sin título III, expuesta en San Cristóbal de La Laguna.

La música sería un tema frecuente en la segunda mitad de los años 80, con esculturas como Mesa de trabajo donde Stradivarius hizo el violín del pelirrojo Vivaldi, en madera; o Propuestas para las clavijas del violín de Ingrres, La guitarra de Elvis, varias Cama para soñar con Ravel y  La casa de Ravel, en hierro forjado. Durante esa época y principios de los 90 realiza varias obras en torno a personajes como 'Onatas' (Hablando con Onatas, El yunque de Onatas) o 'Santa Acracia' (El sexo de Santa Acracia, Templo de Santa Acracia, Mesa con sexo de Santa Acracia). De esa época son diversos "mauseleos", como el Mausoleo para personaje o Proyecto de mauseleo para Giacometti, además de otras obras como Stabat Mater o Crucificado. A mediados de los 90 comienza diversas piezas que juegan con el espacio a semejanza de la arquitectura, de una forma similar a la escuela vasca de escultura (Oteiza, Chillida). Son obras como Lugar anunciado, Estar en Orchilla, Algo está pasando, La casa del cuidador o La fábrica. Continuaría esta exploración en años posteriores a través de, entre otras, Cabaña interior, Altar de príapo o la larga serie de Cabañas para el oeste de África. Abad incurre puntualmente en la escultura figurativa con los Menceyes Guanches de Candelaria y el Mencey Bencomo de San Cristóbal de La Laguna.
A finales de los años 90 y principios de los años 2000 empieza una serie de obras inspiradas en la escultura africana, incorporando frecuentemente anillos de metal a modo de collares y pulseras. Es el caso de Proyecto de viaje, Africano pacífico, La reina Tora y, posteriormente, Personaje que aprende a esperar mirada por los rivales, Miembro de familia bien avenida o Gran coral africana para Freud, una instalación de 300 figuritas de madera con una cadena de latón en el vientre en una habitación de espejos. Durante esta época desarrolla también la serie Animalia.
Durante la primera década del siglo XXI es también frecuente la revisión y homenaje a diversos artistas del pasado. Lo hace con Óscar Domínguez en las Amante de Óscar, formas femeninas incrustadas en un bloque rectangular; René Magritte con En torno a Magritte o Gran Magritte; Umberto Boccioni con Hablando con Boccioni; Pablo Ruiz Picasso con En torno a Picasso y varias obras similares basadas en el Guernica; y con Diego Velázquez en una larga serie de Meninas. De 2008 es su instalación Esto no es un cayuco, formada por doscientos cuadros con cruces y formas humanas en madera alrededor de piezas de chapa marina coloreada suspendidas del techo. La obra hace referencia a los inmigrantes fallecidos en el mar embarcados en cayucos, mediante un título que recuerda a la serie de cuadros La traición de las imágenes de René Magritte. A partir de 2011 crea múltiples personajes antropomórficos en una serie llamada Los sin título.

### Obra gráfica
La obra gráfica de José Abad evoluciona de forma paralela a su escultura. Su primera serie de Tauromaquias queda igualmente reflejada en una serie de dibujos y aguafuertes de la misma temática. Asimismo, la serie Armas para la paz conlleva varias obras en técnica mixta sobre papel. En 1964 realiza catorce linograbados para acompañar el mismo número de poemas de Eugenio Padorno, José Luis Pernas y Alberto Pizarro. Además elabora el cartel para las V Fiestas de Invierno de Santa Cruz elaborado con recortes en rojo, negro y blanco. A principios de los años 70 realiza una serie de collages llamados Sueños y pájaros, en muchos de los cuales experimenta con las líneas de fuga. De 1975 es el conjunto Poesía eres tú, escenas en collage acompañando a poemas de Alberto Pizarro. A finales de esa década realiza series de collages que incluyen recortes de imágenes sexuales, como Homenaje a Sade o Cartas de cumpleaños. En 1979 presenta para la XVIII Exposición Internacional de Dibujo Joan Miró con Apuntes para un retrato, grafito sobre papel, ganando la segunda mención. También ese año muestra los 365 días, una serie de dibujos en tinta y collage para cada día del año. 365 días es presentada en la Bienal de Alejandría. De su visita a esa ciudad surgen los Dibujos de Alejandría.
Durante los años 80 desarrolla una serie de grabados sobre papel hecho a mano con estudios anatómicos junto a diseños arquitectónicos y decorativos. Esta serie, agrupada en la carpeta Vesalio 24942, hace referencia a Andrés Vesalio y su obra De humani corporis fabrica. De 1995 es el Proyecto para una serigrafía con un poema de Pedro García Cabrera. El viaje a Petra de 2001 queda reflejado en una larga serie que explora el espacio por medio de prismas, a modo de continuación de otras anteriores como Papel profano. Las esculturas de Animalia tienen su contraparte en una serie de dibujos del mismo nombre. Asimismo, realiza una serie de Personajes de clara inspiración cubista en grafito sobre papel, collage o láminas de madera. En 2007 crea una extensa colección de sellos diseñados con imágenes de Picasso y Óscar Domínguez. Ese año comienza además Cosas en el taller, fotografías con dibujos y recortes añadidos; y Cosas que pasan en el taller cuando yo no estoy, collages mezcla de fotografías, dibujos, recortes y objetos encontrados. En el año 2008 crea los desplegables Restos de un cayuco, en técnica mixta sobre papel Archer.

### Joyería
José Abad es autor de numerosas piezas de joyería, que siguen su estilo escultórico y están elaboradas fundamentalmente en oro, algunas en plata u oro blanco. A menudo contienen piedras preciosas como esmeraldas, brillantes, ónix, lapizlázuli, circonitas, ágatas o topacios. Existe una serie de esculturas de pequeño formato realizadas en oro denominada Escultoría joyérica.

### Museografía y obra pública
La obra de Abad se encuentra recogida en numerosos museos y colecciones, entre otros el Museo Municipal de Bellas Artes de Santa Cruz de Tenerife, Centro Atlántico de Arte Moderno, Colección Sir Roland Penrose, Colección Cajacanarias, Museo Nacional Centro de Arte Reina Sofía, Museo de Bellas Artes de Bilbao, Museo de Arte Moderno Casa de los Caballos, Museo de la Resistencia Salvador Allende, Colección Fujisawa, Musée de Beaux Arts et de la Dentelle de Calais o el Centre d'Art de Mont de Marsan.
Además, es un autor prolífico en escultura en espacios públicos. Algunas de las obras más destacadas son:
- Sin título, conjunto de la I Exposición Internacional de Escultura en la Calle, Santa Cruz de Tenerife.
- Retablo de Adeje, Aeropuerto Reina Sofía, Tenerife.

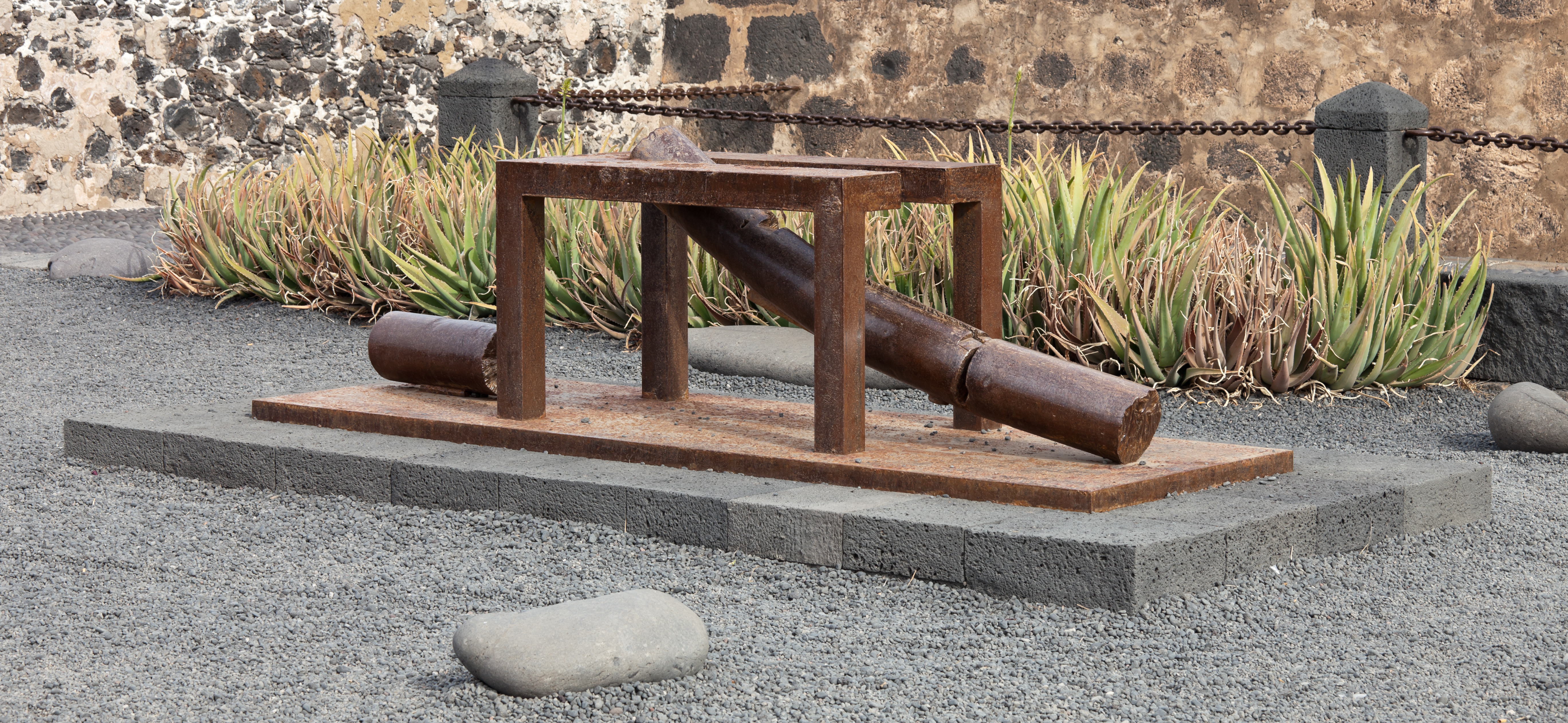
Mesa con sexo de Santa Acracia, Museo Internacional de Arte Contemporáneo (MIAC), Arrecife.

- Monumento a las víctimas del incendio de La Gomera, Roque de Agando, La Gomera.
- Puerta de Tárrega, Tárrega, Lérida.
- Siete islas, Sede Central de Cajacanarias, Santa Cruz de Tenerife.
- Juguetes de Erjos, Costa Teguise, Lanzarote.
- Camino de La Geria, Hotel Los Fariones, Lanzarote.
- Cerca de Mogán, Hotel Green Beach, Mogán, Gran Canaria.
- Faros de La Graciosa, muelle de la Caleta del Sebo, La Graciosa.
- Siete islas, Parlamento de Canarias, Santa Cruz de Tenerife.
- Menceyes guanches, Plaza de la Patrona de Canarias, Candelaria.
- Homenaje a la vela latina, Arrecife, Lanzarote.
- Mesa con sexo de Santa Acracia, Museo Internacional de Arte Contemporáneo (MIAC), Arrecife, Lanzarote.
- Mencey Bencomo, San Cristóbal de La Laguna.
- Homenaje a la Institución Libre de Enseñanza, Universidad Carlos III, Colmenarejo.
- Escultura Luminaria, Playa de los Pocillos, Lanzarote.
- Pareja esperando a Óscar, Barranco de Santos, Santa Cruz de Tenerife.
- Homenaje a los agricultores, Cuenca.
- Los diez primeros años, San Cristóbal de La Laguna.

#### Conservación
Como ha sucedido con muchos otros artistas, la obra de José Abad ha sido en ocasiones manipulada sin consentimiento, dañada o perdida por dejadez de las instituciones que la custodiaban. En 1999 solicitó el acceso a varias de sus obras en el Museo Municipal de Bellas Artes de Santa Cruz de Tenerife para fotografiarlas. Tras ser buscadas, descubrió que Exiliados (1962) estaba tan deteriorada que no podía fotografiarse, que la escultura Mujer. Homenaje a Germaine Richier (1965) se encontraba fracturada y en mal estado de conservación, y que Venus Krupp (1966) había desaparecido.
La escultura Homenaje al ingeniero Francisco Ortuño Medina fue una pieza realizada en hierro y madera de sabina en un mirador de la carretera de La Esperanza. Décadas después las piezas de madera cayeron por corrosión de los anclajes. Tras la restauración llevada a cabo por el Cabildo de Tenerife no se volvieron a colocar, dejando la escultura a medias. En 1968 realiza una escultura-luminaria para la plaza de la Iglesia de San Francisco, en San Cristóbal de La Laguna. Sin embargo, dicha obra ha perdido su función como farola. La obra con la que participó en la I Exposición Internacional de Escultura en la Calle quedó dañada tras golpearla un coche en 2007. El Ayuntamiento de Santa Cruz de Tenerife rehusó restaurar la misma para reclamárselo al seguro del coche, permaneciendo la escultura rota hasta su restauración en 2010 por Cajacanarias.
El Retablo de Adeje sufrió daños continuados hasta su restauración en 2011. La base original del mural, una lámina de agua tintada, fue sustituida en una ocasión por un jardín de cactus. La leyenda conmemorativa del Monumento a las víctimas del incendio de La Gomera, realizada en hierro fundido, ha sido sutituida por un panel de plástico sin consentimiento del escultor. El autor se ha quejado de que a los Faros de La Graciosa se le han añadido paneles solares, abierto puertas para ubicar baterías o modificado la colocación de las luces por parte de la Dirección General de Costas.